# Erwin Lutz-Waldner
Erwin Lutz-Waldner (* 5. Oktober 1912 in Obermais; † 22. November 1975 in Innsbruck) war ein österreichischer Maler.

## Leben
Erwin Lutz-Waldner erhielt seine erste künstlerische Ausbildung bei Toni Kirchmayr in Innsbruck, von 1937 bis 1941 studierte er an der Akademie der bildenden Künste München bei Franz Klemmer, Julius Hess, Constantin Gerhardinger und Hermann Kaspar. 1941 erhielt er einen Preis der Albrecht-Dürer-Stiftung. Von 1941 bis 1945 war er als Kriegsmaler in Russland, Frankreich, Norwegen und Italien tätig. Nach dem Krieg war er „Hüttenmaler“ in den Industrieanlagen des Ruhrgebiets, danach ließ er sich als freischaffender Künstler in Innsbruck nieder.
Lutz-Waldner war ein gemäßigter Expressionist, der sich einer realistischen Malweise bediente, Abstraktion blieb ihm fremd. Zu seinen Werken gehören Porträts, Landschaften und Stillleben sowie Wandgestaltungen und Betonglasfenster in Tirol und Vorarlberg.

## Werke im öffentlichen Raum

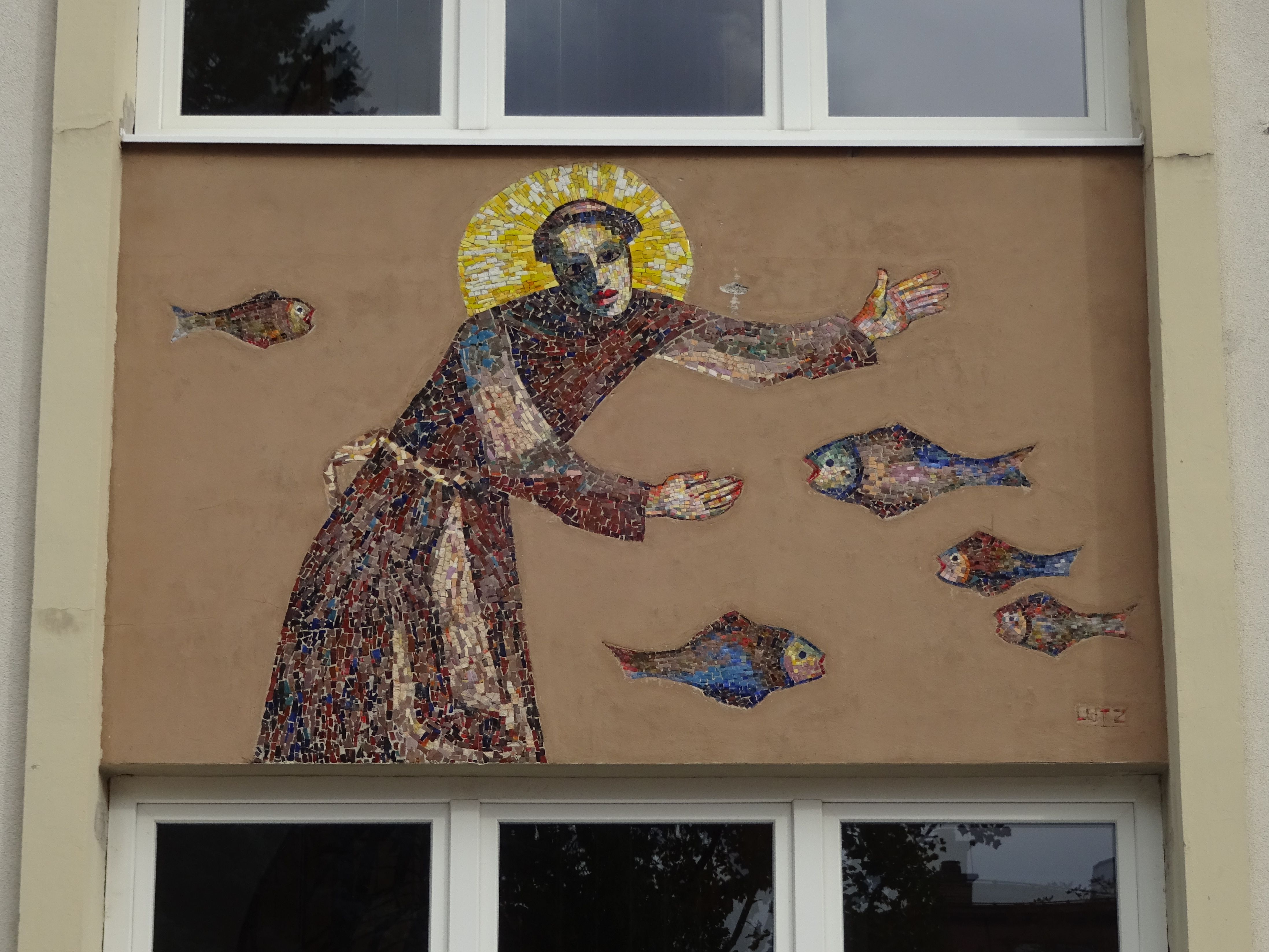
Mosaik Fischpredigt des hl. Antonius am Eduard-Wallnöfer-Schülerheim, Innsbruck

- Mosaik im Inneren, Mittelschule Wattens, um 1950[3]
- Mosaikbilder mit Fischmotiven im Kassenbereich und Sgraffito an der Fassade, Alpenschwimmbad Wattens, um 1955[4]
- Fassadenmosaik Fischpredigt des hl. Antonius, Eduard-Wallnöfer-Schülerheim, Innsbruck, um 1960
- Tiermosaike in der zentralen Halle, Kindergarten 1, Wattens, um 1964[2]
- Glasfenster, St.-Josefs-Kirche, Rankweil, um 1968[5]